# Dario Špikić
Dario Špikić (Zagabria, 22 marzo 1999) è un calciatore croato, attaccante dell'Arīs Salonicco, in prestito dalla Dinamo Zagabria, e della nazionale Under-21 croata.

## Caratteristiche tecniche
È un'ala sinistra.

## Carriera

### Club
Cresciuto nel settore giovanile della Dinamo Zagabria, ha trascorso due stagioni con la squadra riserve in seconda divisione prima di essere ceduto all'Hajduk Spalato nel 2018, dove ha debuttato in 1.HNL in occasione dell'incontro vinto 3-2 contro l'Inter Zaprešić. Il 18 gennaio 2020 è stato ceduto al HNK Gorica. Nel febbraio 2021 il suo cartellino è stato nuovamente acquistato dalla Dinamo Zagabria rimanendo però in prestito ai Goričani fino a fine stagione. Debutta con i Modri subentrando al posto di Kristijan Jakić nella trasferta di campionato vinta 4-0 ai danni del Hrvatski Dragovoljac. Sempre contro i Crni il 3 ottobre seguente, nella gara interna di campionato vinta per 8-0, realizza la sua prima marcatura con la squadra zagabrese.

### Nazionale
Ha giocato numerose partite con le varie nazionali giovanili croate.

## Statistiche

### Cronologia presenze e reti in nazionale
| Cronologia completa delle presenze e delle reti in nazionale ― Croazia under 21 | Cronologia completa delle presenze e delle reti in nazionale ― Croazia under 21 | Cronologia completa delle presenze e delle reti in nazionale ― Croazia under 21 | Cronologia completa delle presenze e delle reti in nazionale ― Croazia under 21 | Cronologia completa delle presenze e delle reti in nazionale ― Croazia under 21 | Cronologia completa delle presenze e delle reti in nazionale ― Croazia under 21 | Cronologia completa delle presenze e delle reti in nazionale ― Croazia under 21 | Cronologia completa delle presenze e delle reti in nazionale ― Croazia under 21 |
| Data                                                                            | Città                                                                           | In casa                                                                         | Risultato                                                                       | Ospiti                                                                          | Competizione                                                                    | Reti                                                                            | Note                                                                            |
| ------------------------------------------------------------------------------- | ------------------------------------------------------------------------------- | ------------------------------------------------------------------------------- | ------------------------------------------------------------------------------- | ------------------------------------------------------------------------------- | ------------------------------------------------------------------------------- | ------------------------------------------------------------------------------- | ------------------------------------------------------------------------------- |
| 3-9-2020                                                                        | Varaždin                                                                        | Croazia under 21                                                                | 5 – 0                                                                           | Grecia under 21                                                                 | Qual. Europeo Under-21 2021                                                     | -                                                                               | 60’                                                                             |
| 7-9-2020                                                                        | Praga                                                                           | Rep. Ceca under 21                                                              | 0 – 0                                                                           | Croazia under 21                                                                | Qual. Europeo Under-21 2021                                                     | -                                                                               | 60’                                                                             |
| 8-10-2020                                                                       | Zagabria                                                                        | Croazia under 21                                                                | 10 – 0                                                                          | San Marino under 21                                                             | Qual. Europeo Under-21 2021                                                     | 1                                                                               | 62’                                                                             |
| 13-10-2020                                                                      | Atena                                                                           | Grecia under 21                                                                 | 0 – 1                                                                           | Croazia under 21                                                                | Qual. Europeo Under-21 2021                                                     | -                                                                               | 67’                                                                             |
| 12-11-2020                                                                      | Edimburgo                                                                       | Scozia under 21                                                                 | 2 – 2                                                                           | Croazia under 21                                                                | Qual. Europeo Under-21 2021                                                     | -                                                                               | 77’                                                                             |
| 17-11-2020                                                                      | Pola                                                                            | Croazia under 21                                                                | 7 – 0                                                                           | Lituania under 21                                                               | Qual. Europeo Under-21 2021                                                     | 1                                                                               | 83’                                                                             |
| 25-3-2021                                                                       | Capodistria                                                                     | Portogallo under 21                                                             | 1 – 0                                                                           | Croazia under 21                                                                | Europeo Under-21 2021 - 1º turno                                                | -                                                                               | 75’                                                                             |
| 28-3-2021                                                                       | Capodistria                                                                     | Croazia under 21                                                                | 3 – 2                                                                           | Svizzera under 21                                                               | Europeo Under-21 2021 - 1º turno                                                | -                                                                               | 75’                                                                             |
| 31-3-2021                                                                       | Capodistria                                                                     | Croazia under 21                                                                | 1 – 2                                                                           | Inghilterra under 21                                                            | Europeo Under-21 2021 - 1º turno                                                | -                                                                               | 62’ 64’                                                                         |
| 31-5-2021                                                                       | Maribor                                                                         | Spagna under 21                                                                 | 2 – 1 dts                                                                       | Croazia under 21                                                                | Europeo Under-21 2021 - Quarti di finale                                        | -                                                                               | 64’                                                                             |
| Totale                                                                          |                                                                                 | Presenze                                                                        | 10                                                                              |                                                                                 | Reti                                                                            | 2                                                                               |                                                                                 |

| Cronologia completa delle presenze e delle reti in nazionale ― Croazia under 20 | Cronologia completa delle presenze e delle reti in nazionale ― Croazia under 20 | Cronologia completa delle presenze e delle reti in nazionale ― Croazia under 20 | Cronologia completa delle presenze e delle reti in nazionale ― Croazia under 20 | Cronologia completa delle presenze e delle reti in nazionale ― Croazia under 20 | Cronologia completa delle presenze e delle reti in nazionale ― Croazia under 20 | Cronologia completa delle presenze e delle reti in nazionale ― Croazia under 20 | Cronologia completa delle presenze e delle reti in nazionale ― Croazia under 20 |
| Data                                                                            | Città                                                                           | In casa                                                                         | Risultato                                                                       | Ospiti                                                                          | Competizione                                                                    | Reti                                                                            | Note                                                                            |
| ------------------------------------------------------------------------------- | ------------------------------------------------------------------------------- | ------------------------------------------------------------------------------- | ------------------------------------------------------------------------------- | ------------------------------------------------------------------------------- | ------------------------------------------------------------------------------- | ------------------------------------------------------------------------------- | ------------------------------------------------------------------------------- |
| 5-9-2018                                                                        | Čakovec                                                                         | Croazia under 20                                                                | 1 – 0                                                                           | Russia under 20                                                                 | Amichevole                                                                      | -                                                                               | 69’                                                                             |
| 22-3-2019                                                                       | Kriens                                                                          | Svizzera under 20                                                               | 4 – 1                                                                           | Croazia under 20                                                                | Amichevole                                                                      | 1                                                                               |                                                                                 |
| Totale                                                                          |                                                                                 | Presenze                                                                        | 2                                                                               |                                                                                 | Reti                                                                            | 1                                                                               |                                                                                 |

| Cronologia completa delle presenze e delle reti in nazionale ― Croazia under 19 | Cronologia completa delle presenze e delle reti in nazionale ― Croazia under 19 | Cronologia completa delle presenze e delle reti in nazionale ― Croazia under 19 | Cronologia completa delle presenze e delle reti in nazionale ― Croazia under 19 | Cronologia completa delle presenze e delle reti in nazionale ― Croazia under 19 | Cronologia completa delle presenze e delle reti in nazionale ― Croazia under 19 | Cronologia completa delle presenze e delle reti in nazionale ― Croazia under 19 | Cronologia completa delle presenze e delle reti in nazionale ― Croazia under 19 |
| Data                                                                            | Città                                                                           | In casa                                                                         | Risultato                                                                       | Ospiti                                                                          | Competizione                                                                    | Reti                                                                            | Note                                                                            |
| ------------------------------------------------------------------------------- | ------------------------------------------------------------------------------- | ------------------------------------------------------------------------------- | ------------------------------------------------------------------------------- | ------------------------------------------------------------------------------- | ------------------------------------------------------------------------------- | ------------------------------------------------------------------------------- | ------------------------------------------------------------------------------- |
| 11-8-2016                                                                       | Manzano                                                                         | Italia under 19                                                                 | 0 – 1                                                                           | Croazia under 19                                                                | Amichevole                                                                      | 1                                                                               | 46’ 87’                                                                         |
| 11-11-2016                                                                      | Podgorica                                                                       | Croazia under 19                                                                | 5 – 0                                                                           | Fær Øer under 19                                                                | Qual. Europeo Under-19 2017                                                     | -                                                                               | 60’                                                                             |
| 14-11-2016                                                                      | Castellastua                                                                    | Montenegro under 19                                                             | 1 – 2                                                                           | Croazia under 19                                                                | Qual. Europeo Under-19 2017                                                     | 1                                                                               |                                                                                 |
| 25-3-2017                                                                       | Vila do Conde                                                                   | Croazia under 19                                                                | 2 – 0                                                                           | Polonia under 19                                                                | Qual. Europeo Under-19 2017                                                     | -                                                                               | 83’                                                                             |
| 28-3-2017                                                                       | Felgueiras                                                                      | Turchia under 19                                                                | 0 – 0                                                                           | Croazia under 19                                                                | Qual. Europeo Under-19 2017                                                     | -                                                                               | 64’                                                                             |
| 8-11-2017                                                                       | Rovigno                                                                         | Croazia under 19                                                                | 3 – 0                                                                           | San Marino under 19                                                             | Qual. Europeo Under-19 2018                                                     | -                                                                               |                                                                                 |
| 11-11-2017                                                                      | Rovigno                                                                         | Croazia under 19                                                                | 0 – 0                                                                           | Lettonia under 19                                                               | Qual. Europeo Under-19 2018                                                     | -                                                                               |                                                                                 |
| 14-11-2017                                                                      | Villa di Rovigno                                                                | Danimarca under 19                                                              | 5 – 2                                                                           | Croazia under 19                                                                | Qual. Europeo Under-19 2018                                                     | 1                                                                               | 50’                                                                             |
| Totale                                                                          |                                                                                 | Presenze                                                                        | 8                                                                               |                                                                                 | Reti                                                                            | 3                                                                               |                                                                                 |

## Palmarès

### Club

#### Competizioni nazionali
- Campionato croato: 3

Dinamo Zagabria: 2021-2022, 2022-2023, 2023-2024
- Supercoppa di Croazia: 2

Dinamo Zagabria: 2022, 2023
- Coppa di Croazia: 1

Dinamo Zagabria: 2023-2024